# 대니얼 모건
대니얼 모건(Daniel Morgan, 1736년 ~ 1802년 7월 6일)은 미국의 개척자, 군인, 버지니아 선출 미국 하원 의원이다. 미국 독립 전쟁 중의 뛰어난 야전 전술가이며 카우펜스에서 모건의 성공적인 계략은 독립 전쟁의 걸작 전술이라고 일컬어진다. 이후 위스키 반란을 진압하는 군대를 지휘했다.

## 어린 시절
대니얼 모건은 펜실베이나에 살았던 웨일즈 출신 이민자의 후손으로 제임스 모건(1710년 –1782년)의 7형제 중 다섯 번째 아들로 뉴저지의 헌터던 카운티에서 태어났다. 대니얼이 16살 때 아버지와 싸우고 집을 나왔다. 펜실베이니아에서 다양한 일을 경험한 후 세난도 계곡에 들어가 일을 했다. 그곳은 오늘날의 버지니아 윈체스터 근처로 당시는 아직 변방이었던 곳에 자리를 잡았다. 모건은 덩치도 크고 조잡하며, 교양도 없었다. 공부하는 것보다 술 마시는 것이나 도박을 하는 것을 더 좋아했다. 그는 육체적인 노동에 큰 능력을 보여 주었다. 땅을 개간하고 제재소에서 일하고 소 사육도 했다. 몇 년 후에 그는 모은 돈으로 수레를 끌다가 소떼를 사서 마부 생업에 전념하게 되었다. 프렌치 인디언 전쟁 때는 수레의 마부를 맡았다. 행군에 나섰다가 브래독 장군이 이끄는 듀케인 요새로 돌아온 후, 상관을 때린 벌로 499번의 채찍질을 맞는 형벌을 받았다 (보통 죽음에 이르는 형벌이었다). 그리하여 모건은 영국군에 대한 증오를 품게 되었다.

## 독립 전쟁 이후
모건은 찰스타운에 돌아와서 점점 활동을 자제해 갔다. 그는 땅을 개간하는 것보다 투자로 관심을 돌렸다. 결국 1,000 km2의 땅을 가진 지주가 되었다. 자리 잡기 위해 모건은 장로교회에 들어가 1782년에는 윈체스터 근처에 새 집을 지었다. 그는 그 집을 새러토가라고 이름 붙였다. 대륙회의는 카우펜스에서의 승리를 기념하여 1790년에 금메달을 수여했다.

## 역대 선거 결과
| 선거명        | 직책명                        | 대수 | 정당   | 득표율  | 득표수 | 결과 | 당락                     |
| ------------- | ----------------------------- | ---- | ------ | ------- | ------ | ---- | ------------------------ |
| 1795년 선거   | 하원의원 (버지니아 제1선거구) | 4대  | 연방당 | 0%      | 0표    | 2위  | 낙선                     |
| 1797년 선거   | 하원의원 (버지니아 제1선거구) | 5대  | 연방당 | 100.00% | 1표    | 1위  | 버지니아주 하원의원 당선 |
| 1811년 선거   | 하원의원 (버지니아 제2선거구) | 12대 | 연방당 | 43.56%  | 639표  | 2위  | 낙선                     |
| 1817년 선거   | 하원의원 (버지니아 제2선거구) | 15대 | 연방당 | 30.90%  | 347표  | 2위  | 낙선                     |
| 1822년 재선거 | 하원의원 (버지니아 제2선거구) | 17대 | 연방당 | 46.34%  | 38표   | 2위  | 낙선                     |